# Gare de La Chapelle-Saint-Ursin - Morthomiers
La gare de La Chapelle-Saint-Ursin - Morthomiers est une gare ferroviaire française de la ligne de Bourges à Miécaze, située sur le territoire de la commune de La Chapelle-Saint-Ursin, à proximité de Morthomiers, dans le département du Cher, en région Centre-Val de Loire.
Elle est ouverte en 1861 par la Compagnie du chemin de fer de Paris à Orléans (PO). Au début des années 1900, les services voyageurs et Grande Vitesse sont fermés et transférés dans la nouvelle gare de La Chapelle-Saint-Ursin-Bourg, elle reste ouverte en tant que gare marchandises.
C'est une gare de la Société nationale des chemins de fer français (SNCF) qui gère deux installations terminales embranchées (ITE).

## Situation ferroviaire
Établie à 142 mètres d'altitude, la gare fret de La Chapelle-Saint-Ursin - Morthomiers est située au point kilométrique (PK) 231,678 de la ligne de Bourges à Miécaze entre les gares de La Chapelle-Saint-Ursin-Bourg (fermée) et de Saint-Florent-sur-Cher.

## Histoire

### Station de La Chapelle-Saint-Ursin
La station de « La Chapelle-Saint-Ursin » est mise en service le 9 décembre 1861 par la Compagnie du chemin de fer de Paris à Orléans (PO), lorsqu'elle ouvre à l'exploitation sa ligne de Bourges à Montluçon.
À l'origine du projet, la compagnie n'avait pas prévu l'établissement de cette station. Le tracé ne comprenait pas de gare de bifurcation, au point d'origine de la ligne situé au lieu-dit le « Pont Vert » à 5 500 mètres de la gare de Bourges, et aucun arrêt avant Saint-Florent-sur-Cher située à 19 km de Bourges. La compagnie trouva un compromis, pour satisfaire aux réclamations des habitants pour l'établissement d'un arrêt voyageurs, en établissant l'arrêt à proximité du croisement de la ligne avec le chemin de Bourges à Villeneuve (actuelle route départementale 16), à plus de 1 500 mètres du bourg de Saint-Florent. Ce choix de cet emplacement a été dicté par la présence de plusieurs exploitations minières et d'un projet de « port sec ».

### Station de La Chapelle-Saint-Ursin P. V.
Au début des années 1900, la municipalité de La Chapelle-Saint-Ursin se met d'accord avec la compagnie d'Orléans pour ouvrir une nouvelle station plus proche du bourg, au lieu-dit « Le Ponceau » afin d'être plus accessible aux voyageurs. La compagnie a accepté cette demande à la condition qu'il y ait un transfert du service des voyageurs et de celui de la Grande Vitesse. Cette décision est validée le 6 juin 1902 par le ministre des travaux publics. Mais la commune de Morthomiers, estimant que cela est préjudiciable à ses habitants,  porte l'affaire en justice. Mais le conseil d'État rejette son recours en 1904,. En 1910, la compagnie est autorisée à ouvrir la station près du bourg, entre la gare de Bourges et celle de La Chapelle-Saint-Ursin. Cette création implique donc : la suppression et le transfert à la nouvelle station du service voyageurs et des services messageries, denrées et colis postaux, et une modification du nom. La première station devient « La Chapelle-Saint-Ursin P. V. » et la nouvelle prend le nom de « La Chapelle-Saint-Ursin G. V. »,.
Dans les années 1920, la gare est photographiée par Jean Combier, qui édite une carte postale intitulée « La Chapelle-Saint-Ursin (Cher) - Gare P. V. ». La gare dispose alors : d'un bâtiment à deux ouvertures et un étage sous une toiture à deux pans couverte en tuiles, d'un abri de quai et d'un autre petit édifice. Électrifiée, la gare est équipée d'un mat Lartigue.

### Gare de La Chapelle-Saint-Ursin - Morthomiers
Ce n'est que plus tard qu'elle est renommée « La Chapelle-Saint-Ursin - Morthomiers », sans doute par la SNCF. Elle est ouverte au service des marchandises.

## Service des marchandises
La gare de La Chapelle-Saint-Ursin - Morthomiers gère deux installations terminales embranchées.